# Vigonza
Vigonza (vènet: Vigónsa) és un municipi italià situat a la regió del Vèneto i a la província de Pàdua. L'any 2018 tenia 22.958 habitants.